# Hypocoela herbuloti
Hypocoela herbuloti là một loài bướm đêm trong họ Geometridae.